# Alonso García Bravo
Alonso García Bravo (Ribera del Fresno, 1490 - Ciudad de México, 1561) fue un soldado español de la Conquista de México, que como alarife realizó el primitivo trazado urbano de algunas ciudades, como Ciudad de México, Veracruz y la Villa de Antequera, hoy Oaxaca.

## Biografía
Participó en la expedición de Pedro Árias Dávila en 1513, y en 1518 en la de Diego Muñoz Camargo, batiéndose contra los indígenas y resultando herido en dichos choques. Poco después se integró a la expedición de Hernán Cortés. Dado que poseía el grado de geómetra, construyó diversas fortificaciones militares para defensa del ejército español. 

### Traza de la Ciudad de México
Consumada la Caída de México-Tenochtitlan, Cortés le encomendó realizar la primera traza de la nueva Ciudad de México sobre la antigua capital mexica. García lo realizó a la usanza española, con cuadrángulos que parten de la plaza mayor central, en la que se encontrarán simbólicamente asentados el poder civil y religioso, así como las casas consistoriales. Probablemente se basó en los planos de Santo Domingo, en la que Cortés estuvo cinco años. La traza de la nueva urbe hispana la realizó basándose en la distribución mexica, aprovechando las tres calzadas que partían de su Templo Mayor, pero reorientando de norte a sur la plaza principal, en lugar de oriente a poniente como México-Tenochtitlan, adaptando las convenciones medievales adaptadas a la retícula existente.

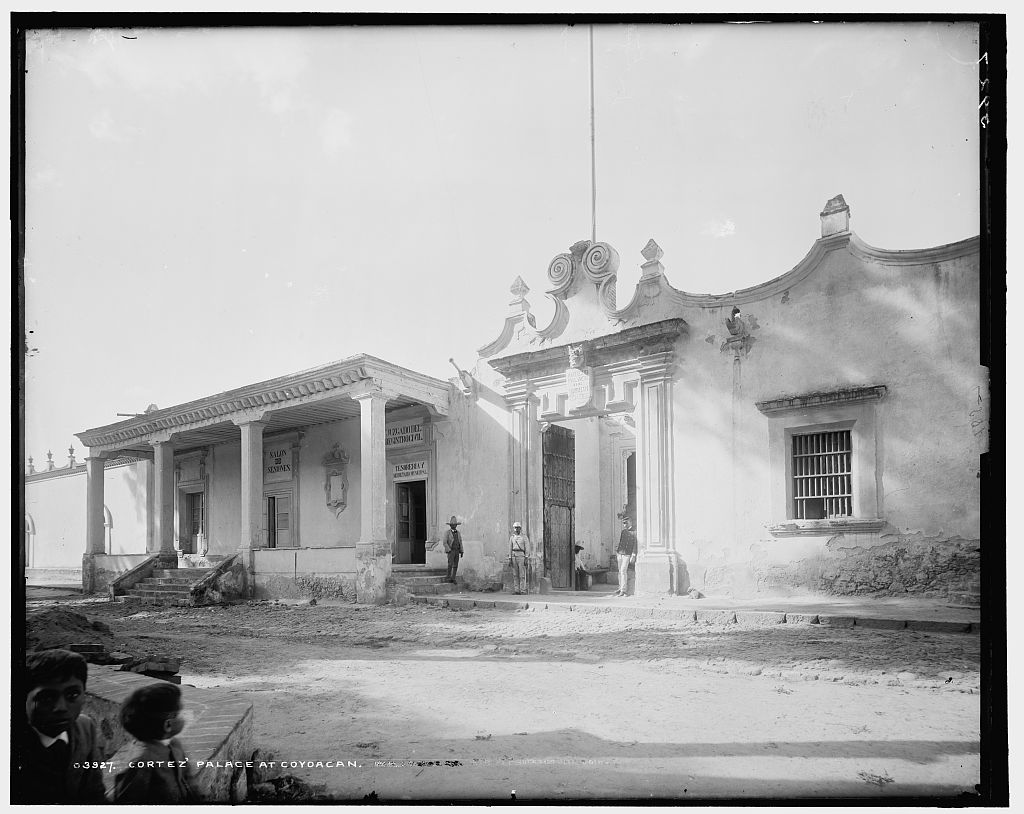
Casas de Cortés, edificio proyectado por Alonso García Bravo, es también conocido como Antiguo Palacio del Ayuntamiento de Coyoacán, a finales del.

Además proyectó las casas de Cortés en Coyoacán  (actualmente es la sede del gobierno de la Delegación Coyoacán), según el dicho del capitán Martín de la Mesquita.

## Traza de la Villa de Antequera
Realizadas las labores en la Ciudad de México, en las que probablemente también proyectó la Casa de la Real Audiencia, se mudó en 1532 o 1533 a la Villa de Antequera, hoy Oaxaca de Juárez, de la cual realizó también la primera traza. Poco después se convirtió en alcalde de la misma y en alguacil mayor, encabezando las expediciones para combatir las sublevaciones indígenas en Ixtlán, Tlacolula y Miahuatlán.
En su honor hay una plaza y una escultura suya en el Centro Histórico de la Ciudad de México, en la calle Jesús María. También es conocida como Plaza de la Merced, ubicada junto a dicho convento.